# Michał Martyniuk
Michał Martyniuk (ur. 7 stycznia 1988 w Szczecinie) – polski pianista i kompozytor jazzowy. Od ponad 10 lat mieszka w Nowej Zelandii w Auckland. W 2018 roku ukazała się jego debiutancka płyta Nothing to Prove. Muzyk otrzymał nominację do Fryderyka 2019 w kategorii «Debiut Roku – Jazz».

## Dyskografia

### Albumy
| Rok  | Dane dot. albumu                                                                      |
| ---- | ------------------------------------------------------------------------------------- |
| 2018 | Nothing to Prove - Wydany: 3 sierpnia 2018 - Wytwórnia: Sound Log - Format: CD, winyl |